# Вищинский клад
Вищинский монетно-вещевой клад — один из наиболее выдающихся по своей художественной ценности кладов, найденных на территории Белорусской ССР в 1979 году около деревни Вищин (Рогачёвский район) во время исследования крепостной стены городища Вищин в 1976—1984 годах Э. М. Загорульским.
Клад общим весом около 2 кг был спрятан во время осады Вищинского замка в середине XIII века на глубине 18 см. Сохраняется в нумизматической экспозиции лаборатории музейного дела исторического факультета БГУ.
Вищинский монетно-вещевой клад насчитывающий 37 единиц, состоит из вещевой и денежной частей. Первая представлена женскими украшениями, среди которых 2 колта с изображениями птиц на щитках, выполненных в технике перегородчатой эмали; звёздный 6-лучевой колт с зернью и колт с ажурным краем и изображениями 2 птиц и крина; фрагменты ожерелья из 3 овальных серебряных бусин и 4 криноподобных подвесок; фрагменты расен — цепочек из тиснёных черенков-полуцилиндриков, на которых подвешивались колты; 2 подвески с каноническими верхушками и прикреплёнными к ним цепочками с круглыми бляшками со сквозными отверстиями, украшенные сканью и зернью, оправленные мелкими кольцами; массивный браслет, скрученный из 3 жгутов с наконечниками в виде стилизованных голов змей; 2-створчатый пластинчатый браслет с растительным орнаментом и гравированными изображениями птиц. Все вещи изготовлены из высококачественного серебра, колты с эмалями, крестообразные подвески, бусины и пластинчатый браслет золочёные.
Денежная часть состоит из серебряных слитков-гривен: 6 — киевского, 2 — новгородского, 8 — целых и 2 обрубков литовских типов. Вещи имеют точные аналоги в кладах, зарытых во время татаро-монгольского нашествия и датируются второй половиной ХІІ — первой третью XIII века. Находка свинцовой печати Мстислава Ростиславича Храброго свидетельствует о связи замка с династией смоленских князей.